# 蘇爾 (北歐神話)

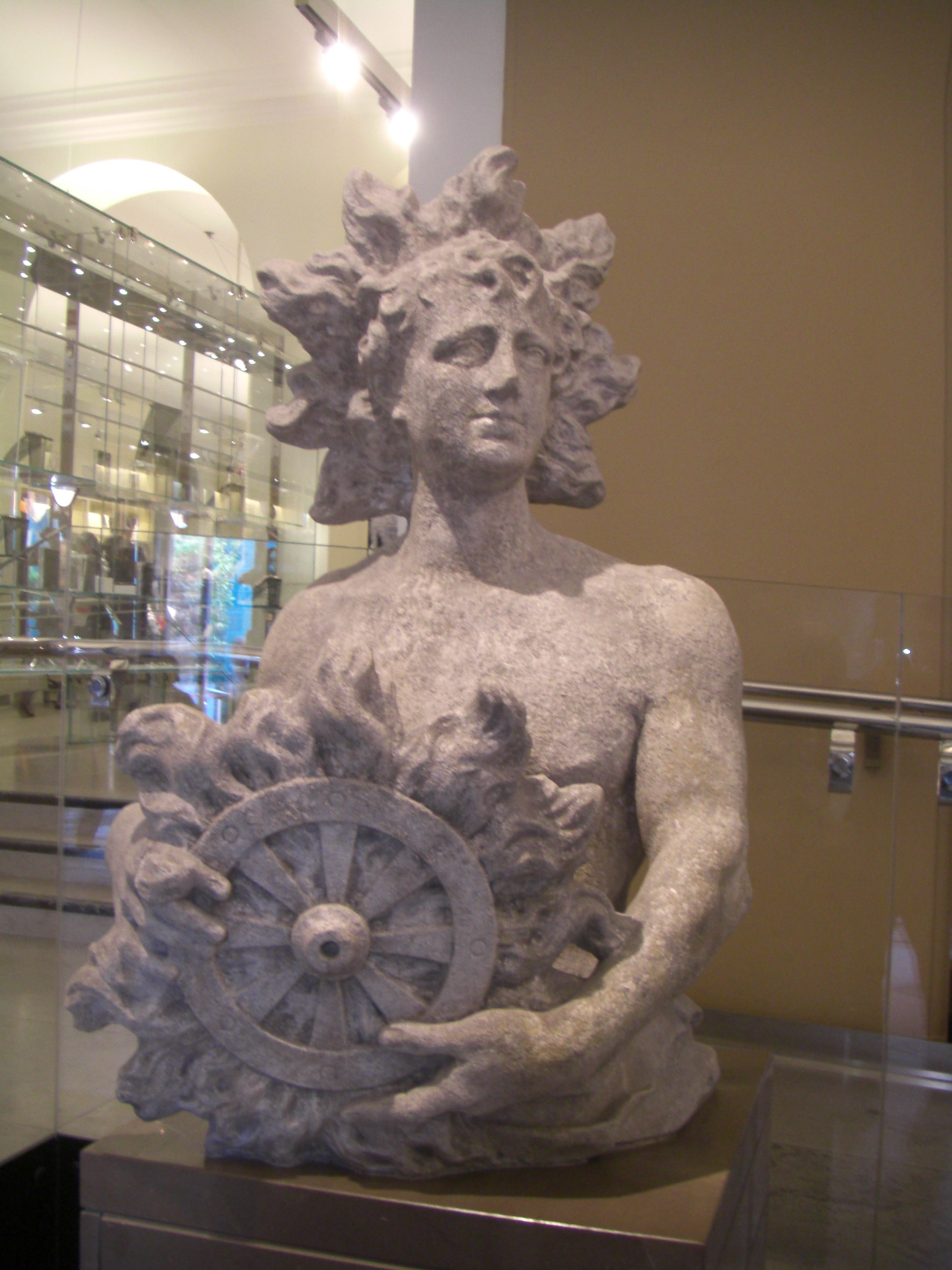
苏纳神的雕像，在维多利亚与艾尔伯特博物馆。

苏尔（Sol），是北歐神話中的太陽馭者，是太陽的化身。她是巨人蒙迪爾法利（Mundilfari）的女兒，她的丈夫是火焰巨人史爾特爾（Surtur）的兒子—格勞爾（Glaur）。她的兄弟是瑪尼（Mani，月亮），瑪尼則是月亮的馭者。在古英語中她對應的名字是西格爾（Sigel）。
蘇爾駕駛著由阿爾瓦克（Arvak）和阿爾斯維（Alsvid）拉著的日車，車上裝載著由穆斯貝爾海姆（Muspelheim。火焰國）中擷取來的最大火塊，由於火的熱力太猛烈，所以在車前加裝了巨盾斯瓦林（Svalinn），以免燒壞車子。北歐神話中相信，太陽只提供熱力而沒提供光亮，耀眼的光明其實是來自阿爾瓦克和阿爾斯維的鬃毛之間。
一隻名為斯庫爾（Skoll）的狼總是在車後追逐太陽，想把它吞下去。當發生日蝕時，就表示蘇爾被追上了，這時候地上的人們就會敲鑼打鼓以嚇走天狼。但總有一天，斯庫爾將把太陽吞下，那時就是諸神的黃昏到來的時候。而當世界重生之後，駕馭日車的任務會由蘇爾的女兒—蘇娜（Sunna）繼承，新的太陽無須用盾隔著，因為它將會無比溫和，使大地再次重現生機。
蘇爾也被叫做Sunna、Sunne 或 Frau Sunne，這些單字都和太陽或星期日是同一個語源。太陽本身也被叫做Alfrodull，意即「精靈的光榮」（glory of elves）。